# Milwaukee
Milwaukee é a cidade mais populosa do estado norte-americano do Wisconsin, localizada no condado de Milwaukee, do qual é sede. É cruzada pelas rodovias 41, 43, 94 e 794 e possui relevo elevado, embora não montanhoso
Ficou Popular após a fama do assasino Jeffrey Dahmer. Que Assasinou dezessete homens e garotos e ficou conhecido como "O Canibal de Milwaukee" e "Monstro de Milwaukee"
Com mais de 577 mil habitantes, de acordo com o censo nacional de 2020, é a 31ª cidade mais populosa do país. Quase 9,8% da população total do Wisconsin vive em Milwaukee.
Localiza-se em Milwaukee uma sede do Milwaukee Bucks, time de basquete da National Basketball Association criado em 1968. Seu atual técnico é Mike Budenholzer, e seu ex-dono é o senador Herb Kohl.
É a cidade natal de David Zucker, Gene Wilder, Al Jarreau, Anthony Pettis e Ava Max.

## Geografia
De acordo com o Departamento do Censo dos Estados Unidos, a cidade tem uma área de 250,7 km², dos quais 249,1 km² estão cobertos por terra e 1,6 km² (0,7%) por água.

## Demografia
Desde 1900, o crescimento populacional médio, a cada dez anos, é de 6,8%, embora venha perdendo população nos últimos 50 anos.

### Censo 2020
De acordo com o censo nacional de 2020, a sua população é de 577 222 habitantes e sua densidade populacional é de 2 317,1 hab/km². Houve um decréscimo populacional na última década de -3,0%, abaixo do crescimento estadual de 3,6%. É a cidade mais populosa do estado e a 31ª mais populosa do país.
Possui 257 723 residências que resulta em uma densidade de 1 034,6 residências/km² e um aumento de 0,8% em relação ao censo anterior. Deste total, 8,7% das unidades habitacionais estão desocupadas. A média de ocupação é de 2,5 pessoas por residência.

### Censo 2010
Segundo o censo nacional de 2010, sua população é de 594 833 habitantes (com cerca de 1,5 milhão de habitantes em sua região metropolitana) e sua densidade demográfica é de 2 372,2 hab/km². Possui 255 569 residências, que resulta em uma densidade de 1 026,6 residências/km².

## Personalidades
- David Wineland (1944), Prémio Nobel de Física de 2012
- Thomas Steitz (1940), Prémio Nobel da Química de 2009
- Al Jarreau (1940), músico de jazz
- Gil Turner, animador e produtor de televisão.
- Trixie Mattel, Drag Queen.
- Jeffrey Dahmer, Serial Killer.

## Esportes

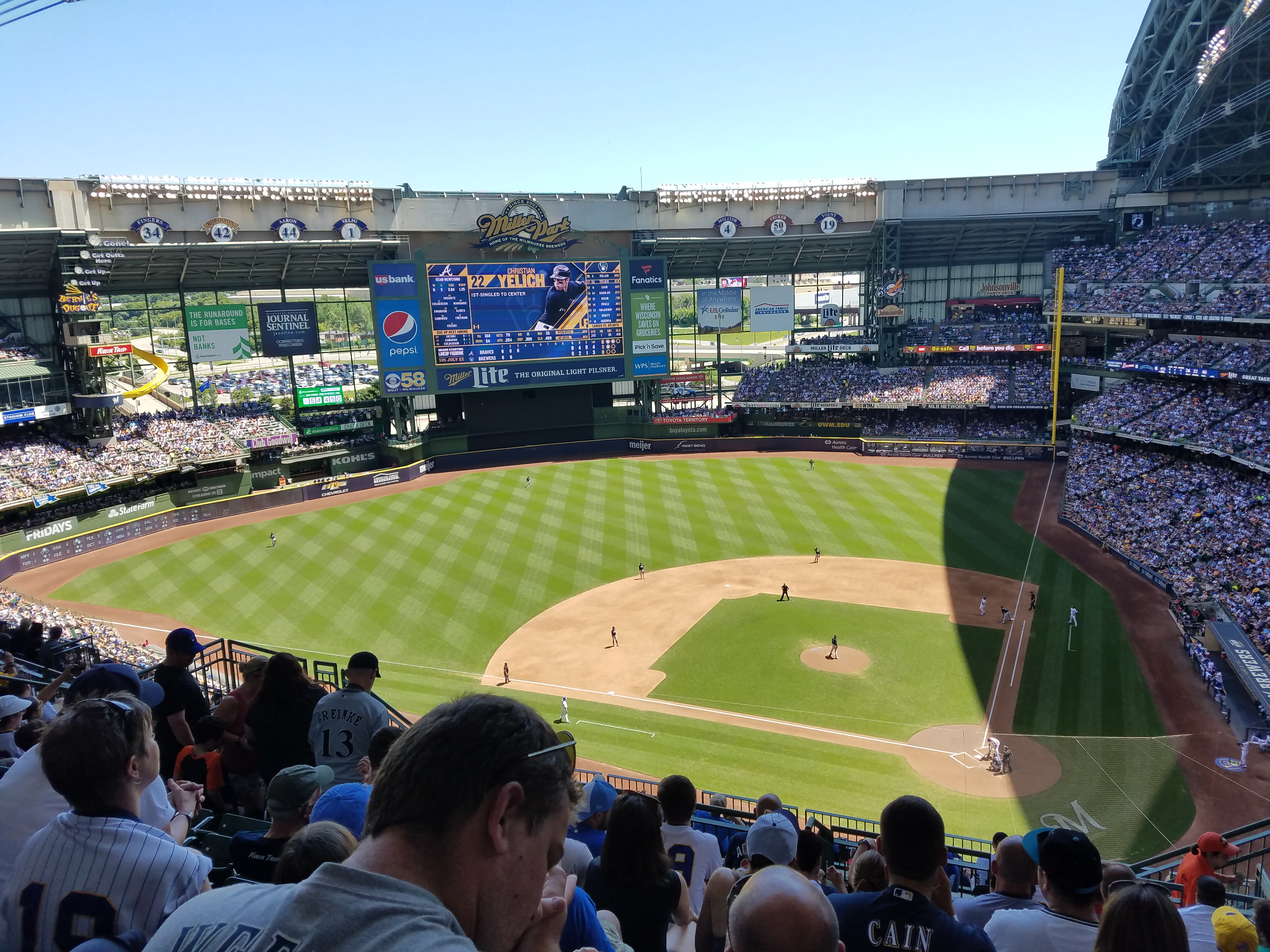
Miller Park, casa do time de beisebol Milwaukee Brewers.

A cidade é casa do time de beisebol Milwaukee Brewers que manda seus jogos no Miller Park e do time de basquetebol Milwaukee Bucks que manda seus jogos no Fiserv Forum, apesar de não ter time de futebol americano, o Green bay Packers costuma mandar alguns jogos na cidade pela proximidade.

## Marcos históricos
O Registro Nacional de Lugares Históricos lista 201 marcos históricos em Milwaukee, dos quais 8 são Marco Histórico Nacional. O primeiro marco foi designado em 11 de abril de 1972 e o mais recente em 19 de abril de 2021, o Milwaukee Journal Complex.

## Galeria de imagens
- Centro da cidade à noite.
- Museu de Arte de Milwaukee.